# Święto Narodowe Szwecji
Święto Narodowe Szwecji (dawniej Dzień Flagi) – szwedzkie święto państwowe obchodzone corocznie 6 czerwca upamiętniające dwa wydarzenia w historii kraju.
W roku 1523 Szwecja odzyskała niezależność poprzez zerwanie unii kalmarskiej, a Gustaw I Waza został ogłoszony jej królem. W 1809 uchwalono z kolei konstytucję, która obowiązywała aż do wejścia w życie ustawy z roku 1974.
Status święta państwowego dzień 6 czerwca otrzymał w 1983, wcześniej obchodzony był jako Dzień Flagi oraz jako Dzień Gustawa I Wazy. Od 2005 jest dniem wolnym od pracy, co przyczyniło się do zwiększenia jego popularności wśród Szwedów.